# Брадарац (Пожаревац)
Брадарац је насеље у општини Пожаревац, у Браничевском округу, у Србији. Према попису из 2022. било је 653 становника.
У атару насеља се налази Манастир Рукумија.

## Демографија
У насељу Брадарац живи 713 пунолетних становника, а просечна старост становништва износи 42,4 година (41,5 код мушкараца и 43,2 код жена). У насељу има 206 домаћинстава, а просечан број чланова по домаћинству је 4,22.
Ово насеље је великим делом насељено Србима (према попису из 2002. године).
|  |

| Демографија | Демографија | Демографија |
| Година      | Становника  | Становника  |
| ----------- | ----------- | ----------- |
| 1948.       | 1.104       |             |
| 1953.       | 1.206       |             |
| 1961.       | 1.209       |             |
| 1971.       | 1.256       |             |
| 1981.       | 1.191       |             |
| 1991.       | 1.106       | 969         |
| 2002.       | 874         | 1.034       |
| 2011.       | 779         |             |

| Етнички састав према попису из 2002.‍ | Етнички састав према попису из 2002.‍ | Етнички састав према попису из 2002.‍ | Етнички састав према попису из 2002.‍ | Етнички састав према попису из 2002.‍ |
| ------------------------------------ | ------------------------------------ | ------------------------------------ | ------------------------------------ | ------------------------------------ |
|                                      |                                      |                                      |                                      |                                      |
| Срби                                 | Срби                                 |                                      | 860                                  | 98,39%                               |
| непознато                            | непознато                            |                                      | 13                                   | 1,48%                                |

| Година пописа     | 1948. | 1953. | 1961. | 1971. | 1981. | 1991. | 2002. |
| ----------------- | ----- | ----- | ----- | ----- | ----- | ----- | ----- |
| Број домаћинстава | 241   | 248   | 251   | 247   | 228   | 225   | 206   |

| Број чланова      | 1  | 2  | 3  | 4  | 5  | 6  | 7  | 8 | 9 | 10 и више | Просек |
| ----------------- | -- | -- | -- | -- | -- | -- | -- | - | - | --------- | ------ |
| Број домаћинстава | 19 | 27 | 30 | 36 | 32 | 36 | 21 | 5 | 0 | 0         | 4,22   |

| Пол    | Укупно | Неожењен/Неудата | Ожењен/Удата | Удовац/Удовица | Разведен/Разведена | Непознато |
| ------ | ------ | ---------------- | ------------ | -------------- | ------------------ | --------- |
| Мушки  | 359    | 78               | 235          | 35             | 9                  | 2         |
| Женски | 372    | 38               | 238          | 70             | 24                 | 2         |
| УКУПНО | 731    | 116              | 473          | 105            | 33                 | 4         |

| Пол    | Укупно                    | Пољопривреда, лов и шумарство | Рибарство                            | Вађење руде и камена | Прерађивачка индустрија       |
| ------ | ------------------------- | ----------------------------- | ------------------------------------ | -------------------- | ----------------------------- |
| Мушки  | 194                       | 34                            | 0                                    | 110                  | 13                            |
| Женски | 98                        | 51                            | 0                                    | 11                   | 7                             |
| УКУПНО | 292                       | 85                            | 0                                    | 121                  | 20                            |
| Пол    | Производња и снабдевање   | Грађевинарство                | Трговина                             | Хотели и ресторани   | Саобраћај, складиштење и везе |
| Мушки  | 7                         | 0                             | 13                                   | 2                    | 4                             |
| Женски | 4                         | 0                             | 8                                    | 1                    | 1                             |
| УКУПНО | 11                        | 0                             | 21                                   | 3                    | 5                             |
| Пол    | Финансијско посредовање   | Некретнине                    | Државна управа и одбрана             | Образовање           | Здравствени и социјални рад   |
| Мушки  | 0                         | 0                             | 2                                    | 1                    | 2                             |
| Женски | 0                         | 0                             | 1                                    | 3                    | 6                             |
| УКУПНО | 0                         | 0                             | 3                                    | 4                    | 8                             |
| Пол    | Остале услужне активности | Приватна домаћинства          | Екстериторијалне организације и тела | Непознато            | Непознато                     |
| Мушки  | 1                         | 0                             | 0                                    | 5                    | 5                             |
| Женски | 2                         | 0                             | 0                                    | 3                    | 3                             |
| УКУПНО | 3                         | 0                             | 0                                    | 8                    | 8                             |